# Dupleix (stanice metra v Paříži)

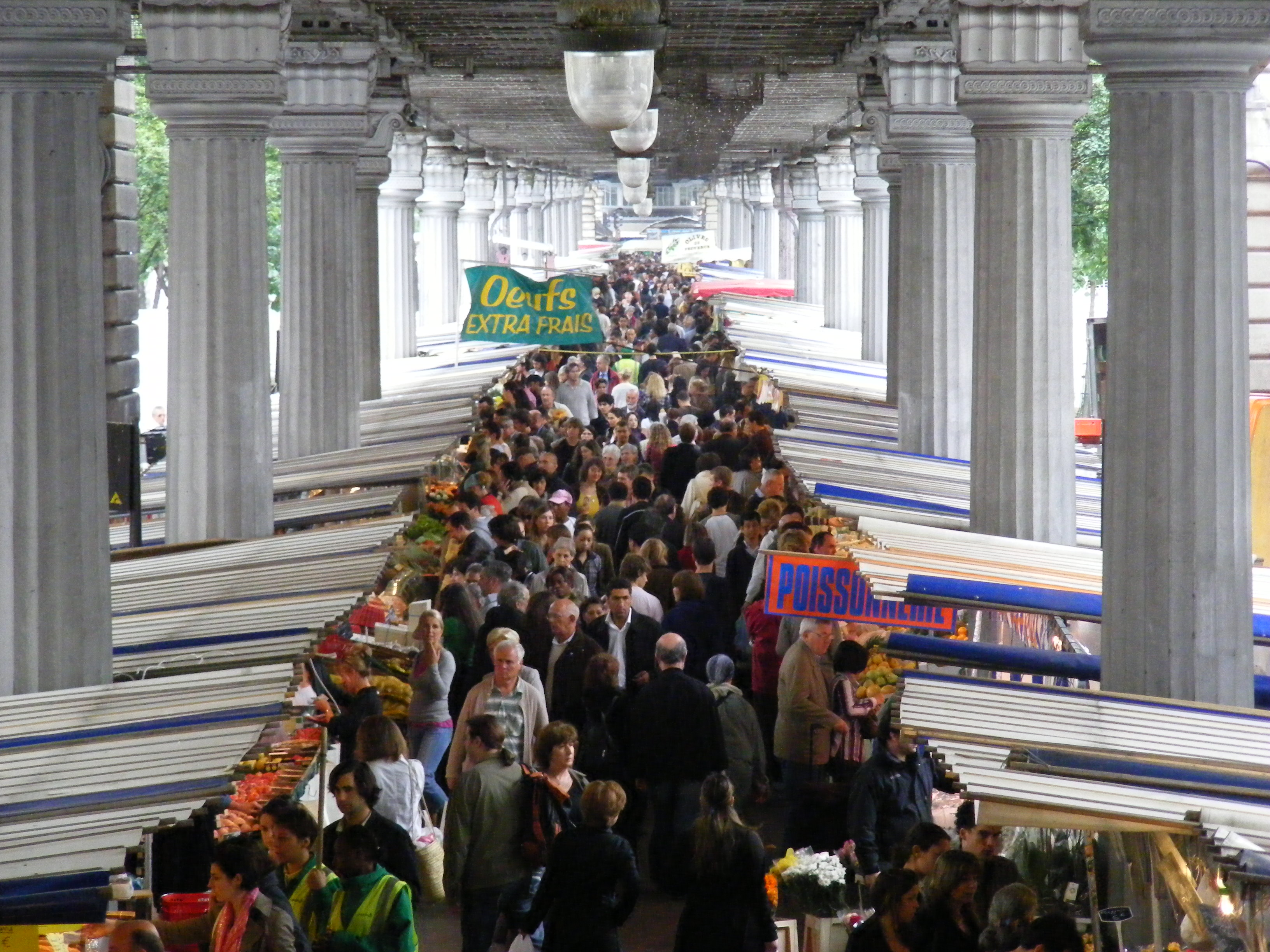
Tržiště pod stanicí

Dupleix je nepřestupní nadzemní stanice pařížského metra na lince 6 v 15. obvodu v Paříži. Nachází se na viaduktu na, který vede po Boulevardu de Grenelle.

## Historie
Stanice byla otevřena 24. dubna 1906 při zprovoznění úseku Passy ↔ Place d'Italie. V roce 1903 se oddělil od linky 1 úsek počínaje stanicí Étoile a vznikla nová linka 2 Sud (2 Jih), též nazývána Circulaire Sud (Jižní okruh). Tato linka byla právě 24. dubna 1906 rozšířena od stanice Passy po Place d'Italie. 14. října 1907 byla linka 2 Sud zrušena a připojená k lince 5. Dne 12. října 1942 byla stanice Dupleix, respektive celý úsek Étoile ↔ Place d'Italie opět odpojena od linky 5 a spojena s linkou 6, která tak získala dnešní podobu.
V místech dnešní stanice stála zeď, tzv. Mur de Grenelle, u které byli v letech 1797–1815 popravováni odsouzenci, mj. též generál Claude François de Malet, organizátor převratu proti Napoleonovi v roce 1812.

## Název
Stanice byla pojmenována po Josephu Françoisovi Dupleixovi (1697–1763), který byl v letech 1742–1754 generálním guvernérem Francouzské Východoindické společnosti.